# Audorf (Beetzendorf)
Audorf ist ein Ortsteil der Gemeinde Beetzendorf im Altmarkkreis Salzwedel in Sachsen-Anhalt.

## Geographie
Audorf, ein Rundplatzdorf mit Kirche auf dem Platz, liegt etwa 1 Kilometer nördlich von Beetzendorf am Schilfgraben in der Jeetzeniederung in der Altmark. Im Südwesten erhebt sich der 51,3 Meter hohe Sandkuhlenberg.

## Geschichte

### Mittelalter bis 20. Jahrhundert
Die erste urkundliche Erwähnung von Audorf als Owdorf stammt aus dem Jahre 1327, als der Ort in einem Kaufbrief der von Kröcher erwähnt wurde.
Die Dorfanlage wurde durch die Brände in den Jahren 1832 und 1835 verändert.
Im Osten des Dorfes stand an einer Weggabelung eine Windmühle.

### Herkunft des Ortsnamens
Heinrich Sültmann leitet den Ortsnamen von den althochdeutschen Worten „auwa“, „awa“ und dem mittelhochdeutschen „ouwe“ für Strom, Wasserland, Aue ab und übersetzt ihn mit „Wasserdorf“.

### Eingemeindungen
Ursprünglich gehörte das Dorf zum Salzwedelischen Kreis der Mark Brandenburg in der Altmark. Von 1807 bis 1813 lag es im Kanton Beetzendor auf dem Territorium des napoleonischen Königreichs Westphalen. Nach weiteren Änderungen kam die Gemeinde 1816 zum Kreis Salzwedel, dem späteren Landkreis Salzwedel in der preußischen Provinz Sachsen.
Am 25. Juli 1952 wurde die Gemeinde Audorf vom Landkreis Salzwedel in den Kreis Klötze umgegliedert. Am 22. März 1970 wurde die Gemeinde Audorf in die Gemeinde Beetzendorf eingemeindet.

### Einwohnerentwicklung
| Jahr | Einwohner |
| ---- | --------- |
| 1734 | 106       |
| 1774 | 148       |
| 1789 | 103       |
| 1798 | 128       |
| 1801 | 129       |
| 1818 | 106       |
| 1840 | 180       |

| Jahr | Einwohner |
| ---- | --------- |
| 1864 | 187       |
| 1871 | 180       |
| 1885 | 162       |
| 1892 | [0]163    |
| 1895 | 158       |
| 1900 | [0]152    |
| 1905 | 185       |

| Jahr | Einwohner |
| ---- | --------- |
| 1910 | [0]173    |
| 1925 | 178       |
| 1939 | 153       |
| 1946 | 229       |
| 1964 | 130       |
| 2015 | [0]083    |
| 2018 | [0]080    |

| Jahr | Einwohner |
| ---- | --------- |
| 2020 | [00]81    |
| 2021 | [00]79    |
| 2022 | [00]86    |
| 2023 | [0]82     |

Quelle, wenn nicht angegeben, bis 1964:

## Religion
Die evangelische Kirchengemeinde Audorf gehörte zur Pfarrei Beetzendorf. Heute gehört die Kirchengemeinde zum Pfarrbereich Beetzendorf des Kirchenkreises Salzwedel im Bischofssprengel Magdeburg der Evangelischen Kirche in Mitteldeutschland.
Die ältesten überlieferten Kirchenbücher für Audorf stammen aus dem Jahre 1821, ältere Einträge sind bei Beetzendorf zu finden.
Die katholischen Christen gehören zur Pfarrei St. Hildegard in Gardelegen im Dekanat Stendal im Bistum Magdeburg.

## Kultur und Sehenswürdigkeiten
- Die Dorfkirche Audorf ist einer der ältesten erhaltenen Sakralbauten in der Altmark. Eine dendrologische Untersuchung datierte den eichenen Giebel des Türsturzes aus dem Chor/Schiff auf etwa 1138.[16] Sie hat eine bemerkenswerte mittelalterliche Ausstattung bewahrt.
- Der Ortsfriedhof liegt auf dem Kirchhof.
- Neben der Kirche steht ein Ensemble von Gedenksteinen für die beiden Weltkriege.[17]
- Nordwestlich des Dorfes an der Jeetze liegt eine Wassermühle, die 1370 erstmals erwähnt wurde.[18] Sie wurde ab 1997 saniert[19] und steht unter Denkmalschutz.